# Mine de Cordero Rojo
 (mars 2025).
La mine de Cordero Rojo est une mine à ciel ouvert de charbon située au Wyoming aux États-Unis. En 2007, la mine a extrait 40 millions de tonnes de charbon. Elle est historiquement constituée des mines de Cordero et de Caballo Rojo, acquis respectivement par Rio Tinto, en 1993 et 1997.